# 普通の奴らは皆殺し
『普通の奴らは皆殺し インターネット文化戦争 オルタナ右翼、トランプ主義者、リベラル思想の研究』（ふつうのやつらはみなごろし インターネットぶんかせんそう オルタナうよく、トランプしゅぎしゃ、リベラルしそうのけんきゅう、Kill All Normies: Online Culture Wars from 4chan and Tumblr to Trump and the Alt-Right）は、原書がコレクティブ・インク傘下のゼロ・ブックス（Zero Books）から出版されたアンジェラ・ネイグルによる2017年のノンフィクションの書籍。インターネット文化の発展、ポリティカル・コレクトネスの本質、オルタナ右翼の出現とドナルド・トランプの当選について取り上げている。ネイグルは、現代の社会自由主義に対して左翼からの批判を展開し、社会自由主義がオルタナ右翼運動の形成に貢献したと論じている。

## 概要
ネイグルは、2010年代初頭に生じたオンライン文化戦争と、それが、ドナルド・トランプの選挙に大きな役割を果たしたオルタナ右翼の発展にどのように帰結したのかを位置付ける試みとして本作を提示している。ネイグルは、2010年代を、アラブの春、占拠運動、ウィキリークス、アドバスターズ、アノニマスなど、分散型リーダーシップとオンライン組織に基づいた、インターネットを基盤とする社会運動が高まる中で、「サイバー・ユートピア主義 (cyber utopianism)」が登場し始めた時期と捉える。このインターネットを基盤とする積極行動主義は、運動の組織構造や限界について厳密な分析や評価がなされないまま、たちまち主流派の自由主義の多くに採り入れられが、その帰結は、失敗の連続と、最終的な崩壊であった。
こうした動きの多くは、4chanや8chanなどの、画像ベースのオンライン・フォーラムで始まった。こうしたフォーラムは、匿名性に基づいて組織され、利用者の間に、深刻な女性蔑視（ミソジニー）と人種差別的な態度に結び付いた、極めて侵犯的なブラックジョークのサブカルチャーを発展させた。
第2章「侵犯のオンライン政治 (The Online Politics of Transgression)」でネイグルは、歴史的に政治的左翼、特に新左翼と結び付いてきた政治的侵反が、どのようにオルタナ右翼に採り入れられていったのかを考察している。ネイグルは、この政治的右派による侵反の採用を、倫理的侵反 (moral transgression) の概念と関連付けて組み立てている。この概念は、18世紀のマルキ・ド・サド、シュルレアリスム、フリードリヒ・ニーチェ、パンク・サブカルチャーや、現代では1990年代の『アメリカン・サイコ』や『ファイト・クラブ』など「男性が暴れる映画 (male rampage films)」の人物たちに遡ることができる。ネイグルによれば、オルタナ右翼のこのような「侵反的な反道徳的スタイル (transgressive anti-moral style)」は、左翼の平等主義哲学や右翼のキリスト教倫理から、完全に脱却しようとする試みである。
第3章「オルタナ右翼のグラムシ主義者たち (Gramscians of the Alt-Lite)」でネイグルは、オルタナ右翼の周辺におけるフランスの新右翼の人気に焦点を当てている。

## 出版と反応
『普通の奴らは皆殺し』は、批評家やコラムニストから両極化した反応を受け、『ヴァイス (Vice)』、『ニューヨーク・マガジン (New York)』、『ニュー・リパブリック (The New Republicは、本書に好意的な書評を掲載したが、他方で『デイリー・ビースト (The Daily Beast)』、Libcom.org、『カウンターパンチ (CounterPunch)』、『ニュー・ソシアリスト (The New Socialist)』は、ネイグルの学生運動に関する記述を批判した。『デイリー・ビースト』の書評は、本書が「ずさんな典拠付け (sloppy sourcing)」で台無しになっていると述べ、本書の一部は剽窃だと断じた。ネイグルと出版社は、いずれもこの告発を否定した。『レッド・ウェッジ・マガジン (Red Wedge Magazine)』の共著者は、書評の中で、ネイグルが本書で言及している諸々のカウンターカルチャーに無理解だと糾弾し、彼女は4chanのオルタナ右翼グループとTumblrの社会正義コミュニティを同列に暴力的なものとして描いていると主張した。ネイグルはゼロ・ブックスとのインタビューでこの書評を「噴飯物だ (hilarious)」と評した。
『ニューヨーク・タイムズ』のコラムニスト、ロス・ダウザットは、ネイグルの「オンライン文化戦争の描写 (portrait of the online cultural war)」を賞賛し、同じく『タイムズ』のコラムニスト、ミシェル・ゴールドバーグは、『普通の奴らは皆殺し』が「この現象を捉えた (captured this phenomenon)」と述べた。小説家のジョージ・ソーンダーズは、「現下の政治的瞬間 (current political moment")」を乗り越えるのに役立つお気に入りの本10冊の1冊として『普通の奴らは皆殺し』を挙げた。
レイトン・ウッドハウス (Leighton Woodhouse) 監督によるフュージョン・ネットワークスのテレビシリーズ『トランプランド (Trumpland)』のエピソードは、この本に基づいている。
本書のスペイン語版は、2018年5月にオーシニー・プレス (Orciny Press) から出版され、ドイツ語版は2018年9月にトランスクリプトから出版された。大橋完太郎・訳、清義明・監修・注釈による日本語版は、2025年1月にType Slowlyから出版された。